# Enriqueta Gallinat
Enriqueta Gallinat i Roman (Barcelona, 1909 - ibídem, 2006) fue una política española, activa republicana durante la Guerra Civil Española, víctima de la represión durante la dictadura franquista y dirigente catalanista en Barcelona durante la Transición Española.

## Biografía
Era la mayor de tres hermanos. Su padre, aragonés y republicano, trabajaba de funcionario municipal. Su madre, valenciana, tenía un taller de zapatos en casa. Estudió secretariado y taquigrafía en el Instituto de Cultura y Biblioteca Popular de la Mujer.
Militante y fundadora de Esquerra Republicana de Catalunya (ERC) desde 1931, en 1934 se casó con Enric Tubau, entonces director de El Noticiero Universal, y los padrinos de la boda fueron Lluís Companys, presidente de la Generalidad de Cataluña y Joan Casanovas, presidente del Parlamento de Cataluña.
Cuando estalló la Guerra Civil, se encargó de la sección de Agitación y Propaganda de la Unió de Dones de Catalunya. Fue secretaria del último alcalde republicano de Barcelona, Hilari Salvadó. Formó parte de la delegación de la Unió de Dones de Catalunya que asistió a la Conferencia Internacional de Mujeres, celebrada en París en enero de 1938, convocada por el Comité Mundial de Mujeres contra la Guerra y el Fascismo.
Al terminar la guerra se exilió en Francia, donde colaboró con las redes de evasión de refugiados que huían de la ocupación nazi desde Perpiñán y Oceja. En 1943 regresó a Barcelona, pero fue detenida por la policía franquista y encarcelada un año en la prisión de Les Corts. Puesta en libertad, continuó su labor clandestinamente. 
Una vez restablecida la democracia, fue miembro del Comité Ejecutivo de ERC de 1987 a 1991. Fue nombrada consejera municipal en el distrito barcelonés del Ensanche, así como miembro del consejo ejecutivo del Instituto Catalàn de las Mujeres.
Falleció a los noventa y siete años de edad el 13 de julio de 2006.

## Asociación Las mujeres del 36
Artículo principal: Asociación Mujeres del 36
En 1997, Enriqueta junto a un grupo de mujeres mayores de 80 años, constituyeron la Asociación Mujeres del 36 con el fin de recordar a las nuevas generaciones que los avances políticos y sociales de los que hoy disfruta la mujer datan de una lucha que se hace patente en 1931 con el advenimiento de la República. Y asimismo, para intentar que la historia no caiga en el olvido. Durante los diez años que duró la asociación, llevaron a cabo 179 charlas en institutos, 35 en universidades, 185 entrevistas personales, además de intervenciones en programas de radio, documentales etc.
La asociación se disolvió en el año 2006 dada la edad de las asociadas.

### El fondo oral
Artículo principal: Fondo oral Mujeres del 36
El testimonio oral de Enriqueta fue recogido, junto con el de ocho mujeres más, por la historiadora Mercedes Vilanova y la antropóloga Mercedes Fernández Martorell. El material fue donado, en 1997, al Archivo Histórico de la Ciudad de Barcelona y, desde entonces, es una de las colecciones que se conservan y puede ser consultadas en la sección Fondo oral, concretamente es la colección Fondo oral Mujeres del 36.

## Reconocimientos
- En 1996 fue galardonada con la Cruz de Sant Jordi por la Generalidad de Cataluña.[5]
- En 1997 participó en la fundación de la Asociación Mujeres del 36, que ese mismo año recibió el Premio Maria Aurèlia Capmany del Ayuntamiento de Barcelona.
- En 2001 recibió la Medalla de Honor de Barcelona.[8]